# Youssouf Falikou Fofana
Youssouf Falikou Fofana   (Divo, 26 de juliol de 1966) és un exfutbolista ivorià de la dècada de 1980.
Fou internacional amb la selecció de futbol de Costa d'Ivori.
Pel que fa a clubs, destacà a AS Monaco FC, Girondins de Bordeaux i Karşıyaka S.K..